# Amphisbaena steindachneri
Espèce
Synonymes
- Rhinoblanus oxyrhynchus Strauch, 1881

Amphisbaena steindachneri est une espèce d'amphisbènes de la famille des Amphisbaenidae.

## Répartition
Cette espèce se rencontre dans le sud-ouest du Brésil et dans le département de Santa Cruz en Bolivie.

## Étymologie
Cette espèce est nommée en l'honneur de Franz Steindachner.

## Publication originale
- Strauch, 1881 : Bemerkungen über die Eidechsenfamilie der Amphisbaeniden. Mélanges Biologiques tirés du Bulletin Physico-Mathématique de l'Académie Impériale des Sciences de St. Petersbourg, vol. 11, p. 355-479.